# Drymaria elata
Drymaria elata là loài thực vật có hoa thuộc họ Cẩm chướng. Loài này được I.M.Johnst. mô tả khoa học đầu tiên năm 1940.